# Primer ministro de Afganistán
El primer ministro de Afganistán es un cargo gubernamental de Afganistán, cuya importancia y características varía según el período histórico. Creado en 1927 como un funcionario asesor del rey de Afganistán, fue abolido y restituido con diferentes funciones durante las diferentes administraciones afganas. 

## Historia del cargo

### Reino
El cargo de primer ministro fue creado en 1927, durante la monarquía. Este cargo, como todos los demás ministros, era nombrado por el rey. El primer ministro fungía como un auxiliar del monarca, quien se reservaba la presidencia del Consejo de Ministros (es decir, la jefatura de gobierno), la cual solo era ocupada por el primer ministro en caso de ausencia del rey. 
En 1963, se adoptó una nueva constitución que prohibió el nombramiento de miembros de la familia real en cargos públicos (lo cual era habitual hasta entonces), así como que el primer ministro ejerciera otra función o trabajo durante su mandato. Esta constitución también determinó que el primer ministro era el jefe de Gobierno y el Gobierno afgano estaba compuesto por él y sus ministros.

### República de Daud
En 1973, el general Daud (quien había sido primer ministro de su primo y cuñado el rey Zahir Shah entre 1953 y 1963) dio un golpe de Estado y estableció una república principesca, tomando de nuevo el cargo de primer ministro.

### República Democrática
En abril de 1978, tuvo lugar la Revolución de Saur, que estableció una república socialista. El primer ministro era el presidente del Consejo de Ministros (o sea jefe de Gobierno), nombraba a sus miembros (o sea a los ministros), y sus funciones incluían la de formular y aplicar políticas nacionales y extranjeras, formular planes de desarrollo económico y de presupuestos estatales, y garantizar el orden público.
El primer ministro era nombrado por el presidente del Presidium del Consejo Revolucionario (este órgano provisional regía Afganistán desde la Revolución). Nur Mohammad Taraki, Hafizullah Amín y Babrak Karmal ocuparon ambos cargos durante algunos meses cada uno. Según la Constitución de 1987, el presidente estaba obligado a nombrar al primer ministro a fin de formar el Gobierno. El primer ministro tenía el poder de disolver el gobierno.
La Constitución de 1990 estableció que solo los ciudadanos nacidos en Afganistán eran elegibles para ocupar el cargo, algo que no había sido especificado anteriormente.

### Estado Islámico
El cargo de primer ministro era utilizado para negociar y llegar a acuerdos entre las distintas facciones que luchaban por el poder. Como Afganistán se fragmentó gobernado por distintos y ministerios, el primer ministro solo tenía poder en la región de Kabul. En 1996 la facción de los talibanes tomó el control de la capital. El gobierno fue expulsado y se tuvo que trasladar a la zona norte del país, donde siguió existiendo la oficina del primer ministro.

### Primer régimen talibán y la república islámica
El régimen talibán no tenía primer ministro, pero en la práctica (y era nombrado así en la prensa internacional) fungía como tal el presidente del Alto Consejo de la Shura (consejo de clérigos). Después del derrocamiento de los talibanes a manos de la OTAN, el cargo de primer ministro fue abolido. A pesar de ello, en ocasiones el presidente de la República Islámica de Afganistán es citado de forma errónea por medios internacionales como primer ministro.

### Reinstauración del Estado Islámico
El 7 de septiembre de 2021 el cargo fue reinstaurado por los talibanes al ser creado su nuevo gobierno, siendo su primer y actual titular Mohammad Hasan Akhund.